# Modraszek malczyk
Modraszek malczyk (Cupido minimus) – motyl dzienny z rodziny modraszkowatych.

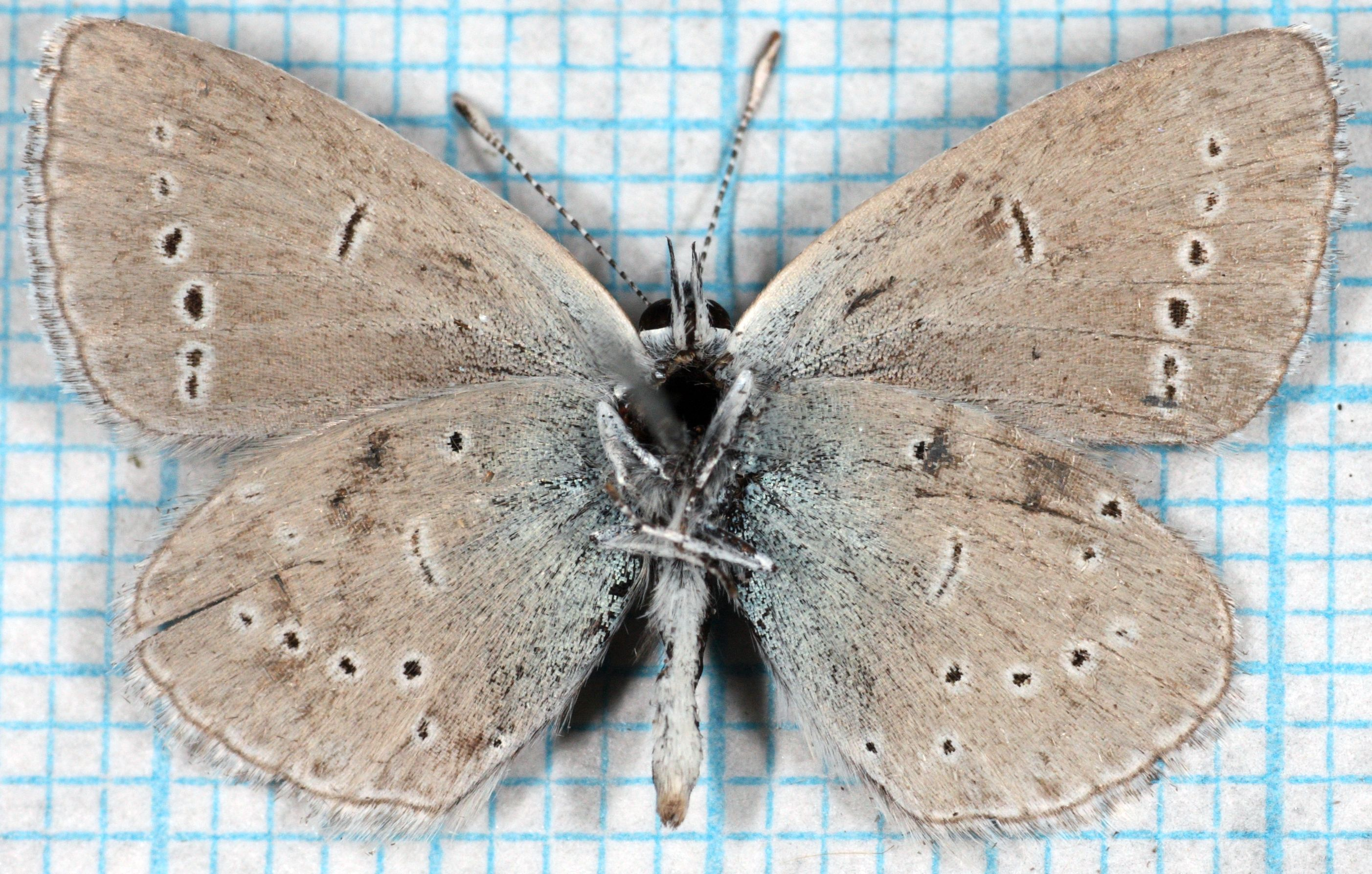

## Wygląd
Rozpiętość skrzydeł od 20 do 25 mm, dymorfizm płciowy niezbyt wyraźny.

## Siedlisko
Suche łąki i murawy, stare kamieniołomy i żwirownie, przydroża, nasypy kolejowe.

## Biologia i rozwój
Wykształca zwykle dwa pokolenia w roku (połowa maja- koniec czerwca i połowa lipca-koniec sierpnia). Roślina żywicielska: przelot pospolity. Jaja barwy białej składane są pojedynczo na młodych kwiatostanach roślin żywicielskich. Larwy wylęgają się po około tygodniu i żerują na nasionach, przejawiają skłonności kanibalistyczne. Zimują w pełni wyrośnięte gąsienice, wiosną nie ponawiają żerowania, lecz przepoczwarzają się. Niezimujące larwy rozwijają się 3-4 tygodnie.

## Rozmieszczenie geograficzne
Gatunek eurosyberyjski, występuje w całej Polsce, ale lokalnie. Niezagrożony.